# Чипев, Николай
Николай Чипев (болг. Николай Чипев; род. 20 февраля 1989 года; София, Болгария) — болгарский футболист. В настоящее время является полузащитником клуба «Бухара».

## Карьера
Николай Чипев является воспитанником клуба «ЦСКА София». Свою профессиональную карьеру, Чипев начал в 2007 году именно в этом клубе. В составе «армейцев», он выступал один сезон где провел двадцать один матч и не смог забить ни одного гола (в 2008 и 2009 году он играл в качестве аренды в составе «Берое» и «Спортист» соответственно). В сезоне 2010 года он перешёл в пловдивский «Локомотив», где выступал один сезон и сыграл в 12 матчах и забил один гол.
В 2011 году он подписал контракт с мальтийским клубом «Хамрун Спартанс». В составе мальтийской команды, Чипев играл полгода и сыграл в девяти матчах и забил один гол. Во второй середине 2011 года он вернулся в Болгарию и пополнил ряды «Монтаны». В 2012 году он опять два раза сменил клуб и выступал за «Видима-Раковски» и «Славия» из Софии. В последующие 2013—2014 годах, он выступал за разные болгарские клубы которые выступают в разных по уровню лигах.
Во второй половине 2014 года он выступал за «Спартак» из Варны. С начала 2015 года, Николай Чипев является игроком самаркандского «Динамо» из Узбекистана. В июле того года перешёл в ещё один узбекский клуб «Бухара».

## Карьера в сборной
В 2006 году, Николай Чипев получил приглашение в состав юношеской сборной Болгарии. А в 2008 году стал членом молодёжной сборной Болгарии и сыграл в составе «молодёжки» в восьми матчах и забил один гол.

## Достижения
- Чемпион Болгарии: 2007/08
- Обладатель Суперкубка Болгарии: 2008